# Mitos de Cthulhu

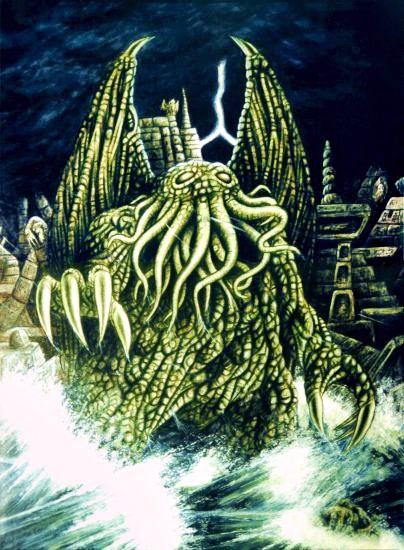
Cthulhu na cidade perdida de R'lyeh

Os Mitos de Cthulhu (do inglês, Cthulhu Mythos) é o termo usado pelo escritor August Derleth como referência ao panteão de monstros e seres fantásticos que habitam os contos de ficção científica e horror de Howard Phillips Lovecraft. Subsequentemente, o termo também é usado pelas gerações de escritores influenciados por sua vida e obra.
Constitui-se uma mitopoese e um universo ficcional compartilhado, originado nas obras do escritor de terror americano H. P. Lovecraft. O termo foi cunhado por August Derleth, um correspondente contemporâneo e protegido de Lovecraft, para identificar os cenários, locais e tradição que foram empregados por Lovecraft e seus sucessores literários. O nome Cthulhu deriva da criatura central no conto seminal de Lovecraft "The Call of Cthulhu", publicado pela primeira vez na revista "pulp Weird Tales" em 1928.
Richard L. Tierney, um escritor que também escreveu contos de Mitos e, tarde aplicou o termo "Mitos de Derleth"  para distinguir as obras de Lovecraft das histórias posteriores de Derleth, que modificam os princípios fundamentais dos Mitos originais de Lovecraft. Autores de terror Lovecraftiano, em particular, frequentemente usam elementos dos Mitos de Cthulhu.

## Os Mitos

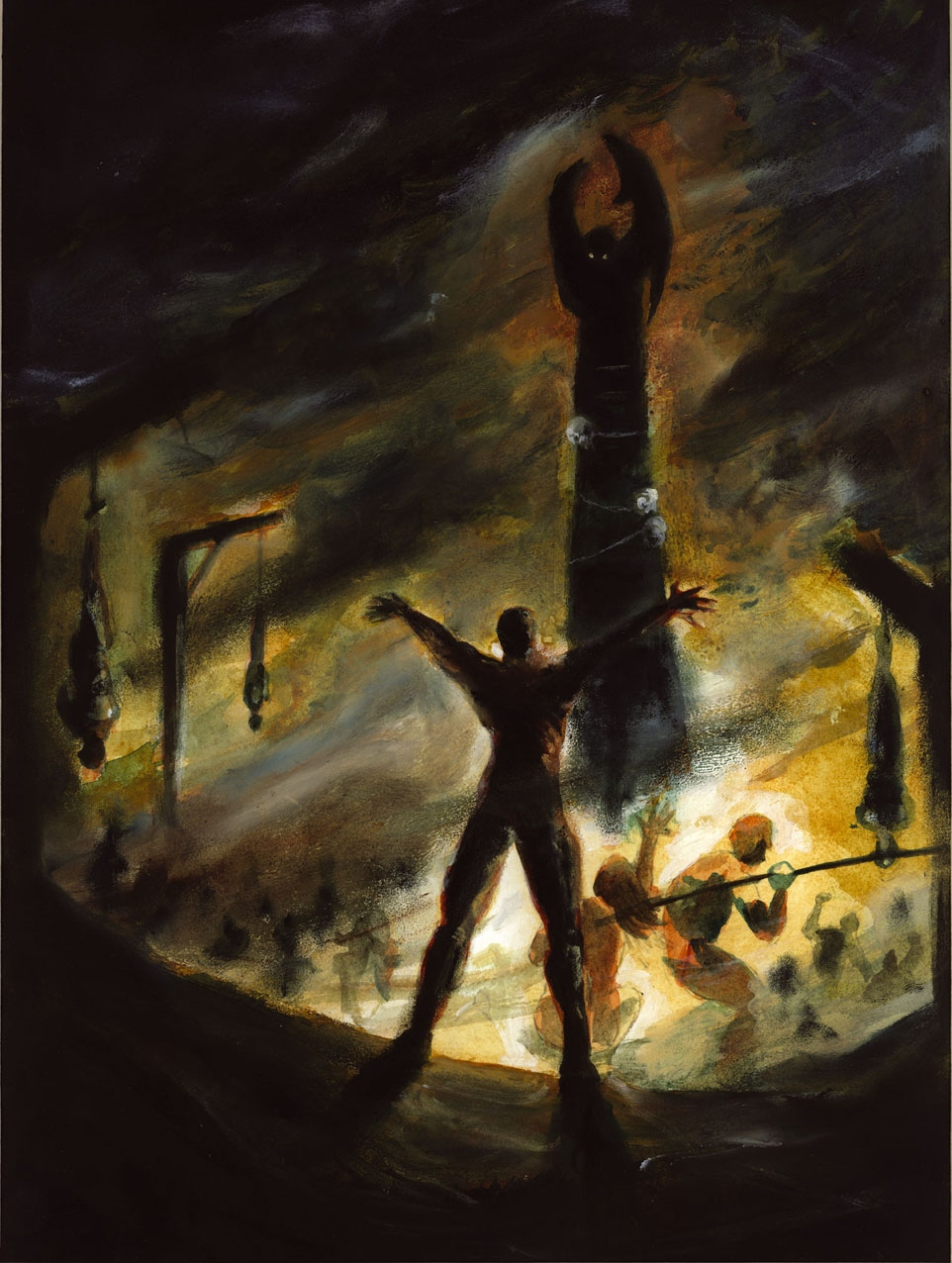
The Unholy Worship, obra de arte de Gwabryel baseada na história de H. P. Lovecraft, The Call of Cthulhu.

Cthulhu teve sua primeira referenciação no conto "O Chamado de Cthulhu" (do inglês The Call of Cthulhu), na forma de uma estatueta de argila, representando um híbrido de octópode, ser humano e dragão (de acordo com descrições do próprio autor). Ele está ligado ao mito dos Grandes Antigos (do inglês Great Old Ones), que surgem constantemente ao longo de toda sua obra, como em Nas Montanhas da Loucura (At the Mountains of Madness), A Sombra Vinda do Tempo (Shadow Out of Time), Um Sussurro nas Trevas (Whisperer in Darkness), entre outros. Segundo os Mitos, a Terra teria sido habitada, há bilhões de anos, por criaturas que aqui teriam chegado antes que nosso planeta fosse capaz de gerar ou sustentar vida por si próprio. Eles, e não Deus, teriam criado a vida: o próprio Homem seria uma criação deles, gerada unicamente por escárnio e servitude. Em contos posteriores, fica implícito que os Grandes Antigos seriam criadores do próprio universo, e de todos os seres nele presentes. Isso foi suficiente para que Lovecraft fosse considerado pelas igrejas fundamentalistas do mundo inteiro, que acreditam na versão da criação bíblica, como blasfemo. Os Grandes Antigos teriam Cthulhu como um de seus líderes (de acordo com os contos, seria o Alto Sacerdote, responsável pelo ressurgimento de todos os outros quando as estrelas estivessem alinhadas devidamente), embora existam outros monstros na "Literatura Lovecraftiana" ainda mais estranhos e cruéis, como, respectivamente, o Demônio-Sultão Azathoth e o Mensageiro dos Deuses Exteriores Nyarlathotep. Os Mitos são uma metáfora para a insignificância humana diante da magnitude do Universo: mais do que malevolentes, os monstros dos Mitos são, na verdade, friamente indiferentes à existência e sofrimento humanos, encarnando as verdadeiras forças da Natureza.

### Os Mitos segundo Derleth
Após a morte de Lovecraft, Derleth se tornou o mais famoso escritor a incorporar os Mitos em sua histórias. Mas Derleth o fez segundo sua própria visão, incorporando propriedade do cristianismo e do dualismo aos Mitos, tornando-os uma batalha do Bem contra o Mal, ao invés do universo caótico, hostil e desprovido de sentido que caracterizava os contos lovecraftianos. Muitos leitores de Lovecraft consideram a intervenção de Derleth prejudicial à obra original. Lovecraft era ateu e afirmava que os valores éticos ocidentais, pregados por Kant, eram uma piada. Os Mitos, na visão de Lovecraft, não foram criados como uma mitologia coesa, e sim como uma coletânea de ideias que poderiam ser usadas para provocar as mesmas emoções. Colocá-los como parte de uma batalha entre bem e mal seria tirar deles o que os tornava incomparavelmente hediondos: um propósito além de nossa compreensão, e uma brutal e cruel indiferença em relação à condição humana.

## Estágios de desenvolvimento
Em seu ensaio "HP Lovecraft e os Mitos de Cthulhu", Robert M. Price descreveu dois estágios no desenvolvimento dos Mitos de Cthulhu. Price chamou o primeiro estágio de "Mitos de Cthulhu propriamente ditos". Este estágio foi formulado durante a vida de Lovecraft e estava sujeito à sua orientação. A segunda etapa foi guiada por August Derleth que, além de publicar as histórias de Lovecraft após sua morte, tentou categorizar e expandir o Mythos.

### Primeiro Estágio
Um tema constante no trabalho de Lovecraft é a completa irrelevância da humanidade em face dos horrores cósmicos que aparentemente existem no universo. Lovecraft fez referências frequentes aos "Grandes Antigos", um panteão de divindades antigas e poderosas do espaço que uma vez governaram a Terra e desde então caíram em um sono mortal.  Embora essas divindades monstruosas estivessem presentes em quase todos os trabalhos publicados de Lovecraft (seu segundo conto "Dagon", publicado em 1919, é considerado o início dos mitos), a primeira história a realmente expandir o panteão dos Grandes Antigos e seus temas é "The Call of Cthulhu" (O Chamado de Cthulu), que foi publicado em 1928. Lovecraft rompeu com outros escritores da época ao fazer com que as mentes de seus personagens principais se deteriorassem ao ter um vislumbre do que existe fora de sua realidade percebida. Ele enfatizou o ponto afirmando na frase de abertura da história que "A coisa mais misericordiosa do mundo, eu acho, é a incapacidade da mente humana de correlacionar todos os seus conteúdos".
O escritor Dirk W. Mosig observa que Lovecraft foi um "materialista mecanicista" que abraçou a filosofia da indiferença cósmica (Cosmicismo). Lovecraft acreditava em um universo sem propósito, mecânico e indiferente. O ser humano, com suas faculdades limitadas, nunca pode compreender totalmente este universo, e a dissonância cognitiva causada por essa revelação leva à loucura, em sua opinião. Houve tentativas de categorizar este grupo fictício de seres. Phillip A. Schreffler argumenta que, ao examinar cuidadosamente os escritos de Lovecraft, surge uma estrutura viável que delineia todo o "panteão" – dos "Exteriores" inalcançáveis (por exemplo, Azathoth , que ocupa o centro do universo) e "Grandes Antigos" (por exemplo, Cthulhu, aprisionado na Terra na cidade submersa de R'lyeh ), às castas inferiores (os humildes shoggoths escravos e os Mi-go).
David E. Schultz, no entanto, acredita que Lovecraft nunca pretendeu criar um mito canônico, mas sim pretendeu que seu panteão imaginário servisse apenas como um elemento de fundo.  O próprio Lovecraft se referiu com humor a seu Mitos como "Yog Sothothery". Às vezes, Lovecraft ainda tinha que lembrar seus leitores de que suas criações de Mitos eram inteiramente fictícias.

A visão de que não havia uma estrutura rígida é exposta por S.T. Joshi, que disse
"A cosmogonia imaginária de Lovecraft nunca foi um sistema estático, mas sim um tipo de construção estética que permaneceu sempre adaptável ao desenvolvimento da personalidade de seu criador e à alteração dos interesses … Nunca houve um sistema rígido que pudesse ser apropriado postumamente. … A essência dos mitos reside não em um panteão de divindades imaginárias nem em uma coleção teia de aranha de tomos esquecidos, mas sim em uma certa atitude cósmica convincente."
Price, no entanto, acreditava que os escritos de Lovecraft poderiam pelo menos ser divididos em categorias e identificados três temas distintos: o "Dunsaniano" (escrito em um estilo semelhante ao de Lord Dunsany), "Arkham" (ocorrendo no cenário ficcional de Lovecraft na Nova Inglaterra) e Ciclos de "Cthulhu" (os contos cósmicos). O escritor Will Murray observou que, embora Lovecraft frequentemente usasse seu panteão fictício nas histórias que escreveu para outros autores, ele reservou Arkham e seus arredores exclusivamente para os contos que escreveu em seu próprio nome.  Embora os Mitos não tenham sido formalizados ou reconhecidos entre eles, Lovecraft correspondeu e compartilhou elementos da história com outros escritores contemporâneos, incluindo Clark Ashton Smith , Robert E. Howard, Robert Bloch, Frank Belknap Long, Henry Kuttner, Henry S. Whitehead e Fritz Leiber – um grupo conhecido como "Círculo de Lovecraft".
Por exemplo, o personagem de Robert E. Howard, Friedrich Von Junzt, lê o Necronomicon de Lovecraft no conto "The Children of the Night" (1931) e, por sua vez, Lovecraft menciona Unaussprechlichen Kulten de Howard nas histórias "Out of the Aeons" (1935) e "The Shadow Out of Time" (1936). Muitas das histórias originais de Conan não editadas de Howard também envolvem partes dos Mitos de Cthulhu.

### Segundo Estágio
O início do segundo estágio de desenvolvimento dos mitos com August Derleth, com a principal diferença entre Lovecraft e Derleth sendo o uso da esperança por Derleth e o desenvolvimento da ideia de que o mitos de Cthulhu representava essencialmente uma luta entre o bem e o mal. Derleth é creditado com a criação dos "Elder Gods" - Deuses Anciôes. Ele afirmou:
Como Lovecraft concebeu as divindades ou forças de seus mitos, existiam, inicialmente, os Deuses Anciões…. Esses Deuses Anciões eram divindades benignas, representando as forças do bem, e existiam pacificamente ... muito raramente se agitando para intervir na luta incessante entre os poderes do mal e as raças da Terra. Esses poderes do mal eram conhecidos como os Grandes e Antigos ...
Price acredita que a base para o sistema de Derleth é encontrada em Lovecraft: "O uso de Derleth da rubrica 'Deuses Anciões' era tão estranho para Lovecraft em At the Mountains of Madness (Nas montanhas da loucura), Talvez não. Na verdade, esta mesma história, junto com algumas dicas de "The Shadow over Innsmouth" fornece a chave para a origem dos "Mitos de Derleth", pois em At the Mountains of Madness é mostrada a história de um conflito entre raças interestelares, primeiro entre elas os Anciões e a prole de Cthulhu.
O próprio Derleth acreditava que Lovecraft desejava que outros autores escrevessem ativamente sobre os Mitos ao invés de ser um dispositivo de enredo discreto dentro das próprias histórias de Lovecraft.  Derleth expandiu os limites dos Mitos incluindo qualquer referência passageira aos elementos da história de outro autor por Lovecraft como parte do gênero. Assim como Lovecraft fez referência ao Livro de Eibon de Clark Ashton Smith, Derleth por sua vez adicionou Ubbo-Sathla de Smith aos Mitos.
Derleth também tentou conectar as divindades do Mythos aos quatro elementos ("ar", "terra", "fogo" e "água"), criando novos seres representativos de certos elementos para legitimar seu sistema de classificação. Derleth criou "Cthugha" como uma espécie de elemental de fogo quando um fã, Francis Towner Laney, reclamou que havia negligenciado incluir o elemento em seu esquema. Laney, o editor de The Acolyte, categorizou os Mitos em um ensaio que apareceu pela primeira vez na edição de inverno de 1942 da revista. Impressionado com o glossário, Derleth pediu a Laney que o reescrevesse para publicação na coleção da Arkham House, além da parede do sono (1943). O ensaio de Laney ("The Cthulhu Mythos") foi posteriormente republicado na Cripta de Cthulhu # 32 (1985). Ao aplicar a teoria elemental a seres que funcionam em uma escala cósmica (por exemplo, Yog-Sothoth), alguns autores criaram um quinto elemento que denominaram aethyr.
| Ar                                             | Terra                                     | Fogo                 | Água                                              |
| ---------------------------------------------- | ----------------------------------------- | -------------------- | ------------------------------------------------- |
| Hastur Ithaqua* Nyarlathotep Zhar and Lloigor* | Cyäegha Nyogtha Shub-Niggurath Tsathoggua | Aphoom-Zhah Cthugha* | Cthulhu Dagon Ghatanothoa Mother Hydra Zoth-Ommog |
| * Deidades criadas por Derleth                 |                                           |                      |                                                   |

## OsDeuses
As deidades podem ser classificadas em quatro espécies: Grandes Antigos (Great Old Ones); Deuses Exteriores (Outer God); Anciões (Elder Gods); Os Grandes (Great Ones).
Os Grandes Antigos são criaturas antigas e poderosas adoradas por cultos humanos. Muitos deles são feitos de um material sobrenatural com propriedades diferentes da matéria normal. A influência do Grande Ancião é frequentemente limitada ao planeta onde ele habita. Se for baseado em um planeta fora do Sistema Solar , ele só pode estender sua influência à Terra quando a estrela de seu sistema planetário estiver no céu noturno. Em tais casos, a ajuda de cultistas realizando vários rituais pode ser necessária. Os Deuses Exteriores têm influência ilimitada, ao contrário dos Grandes Antigos, e funcionam em uma escala cósmica. Eles incluem um subgrupo conhecido como Deuses Externos Menores, ou Outros Deuses.
Os anciões ou Elder Gods se opõem aos Deuses Exteriores e os Grandes Antigos. Muitos os consideram não-Lovecraftianos, porque eles introduzem uma dicotomia de bem versus mal na indiferença cósmica da ficção de Lovecraft. No entanto, outros argumentam que esses seres não se preocupam mais com as noções humanas de moralidade do que os seres aos quais se opõem, e que a humanidade e o mundo humano estão sob sua consideração. Os Grandes são os chamados "deuses" das Terras dos Sonhos, mas não são tão poderosos quanto os Grandes Antigos e nem mesmo são tão inteligentes quanto a maioria dos humanos. No entanto, eles são protegidos pelos Deuses Exteriores, especialmente Nyarlathotep.
Vários deuses são citados nas histórias que compõem os Mitos, dentre os quais se destacam:
- Azathoth

- Cthulhu
- Dagon
- Hastur
- Hydra
- Nyarlathotep
- Nyctelios
- Shub-Niggurath
- Tsathoggua
- Yog-Sothoth
- Yidhra

## Influência na cultura popular
- Os jogos Heroes of Newerth (HoN) e Hoppy Frog 2 têm um personagem jogável que se chama Cthulhuphant num e Cthulu no outro respectivamente. Ambos apresentam características físicas que lembram ao Cthulhu. existindo inclusive uma descrição sobre o personagem no Hoppyfrog 2, que diz "I am tha mightiest elder god - All shall fear my tiny wrath". Outro jogo que apresenta Cthulhu como personagem jogável é o Smite.[27]